# Liste des monuments historiques de Besançon
Cet article recense les monuments historiques de Besançon situés dans le département du Doubs, en France.

## Statistiques
Besançon compte 194 édifices ou vestiges comportant au moins une protection au titre des monuments historiques, soit plus de 41 % des monuments historiques du département du Doubs.
Ces 194 monuments sont protégés par le biais de 220 actes de protection (Inscrit et/ou Classé ; certains monuments étant protégés par plusieurs actes) soit :
- 173 actes d'inscription
- 42 actes de classement

Quatre de ces monuments possèdent  le Label « Patrimoine du XXe siècle » : la villa Lorraine, la maison Brigonnet, l'usine Dodane et l'Observatoire.
Par ailleurs quatre autres monuments sont inscrits au patrimoine de l'Humanité par l'UNESCO au titre de l'œuvre de Vauban : La Citadelle, les Remparts, le bastion de Bregille et la tour de la Pelote, les deux premiers étant des ensembles de fortifications intégrant notamment le fort Griffon et les autres bastions.
Nota : Dans cette liste, figurent 31 "maisons" faisant partie des deux grands immeubles du quai Vauban.
Le graphique suivant résume le nombre d'actes de protection par décennies :
Sur les 188 monuments :
- 16 (8 %) sont affectés au culte
- 138 (75 %) sont des habitations
- 34 (16 %) sont des édifices administratifs, commerciaux, militaires ou divers

## Liste
| Monument                                           | Adresse                                                          | Coordonnées                      | Notice         | Protection                    | Date                          | Illustration |
| -------------------------------------------------- | ---------------------------------------------------------------- | -------------------------------- | -------------- | ----------------------------- | ----------------------------- | --- |
| Abbaye Saint-Paul de Besançon                      | rue d'Alsace                                                     | 47° 14′ 21″ nord, 6° 01′ 45″ est | « PA00101453 » | Classé                        | 1942                          | Abbaye Saint-Paul de Besançon |
| Abbaye Saint-Paul                                  | 51 rue Bersot                                                    | 47° 14′ 21″ nord, 6° 01′ 45″ est | « PA00135328 » | Inscrit                       | 1995                          | Abbaye Saint-Paul |
| Aqueduc antique dit d’Arcier                       | Chemin de la Malate et Faubourg Rivotte                          | 47° 14′ 41″ nord, 6° 04′ 08″ est | « PA25000093 » | Inscrit                       | 2021                          | Aqueduc antique dit d’Arcier |
| Basilique Saint-Ferjeux                            | Rue de la Basilique                                              | 47° 13′ 57″ nord, 5° 59′ 21″ est | « PA25000053 » | Inscrit                       | 2006                          | Basilique Saint-Ferjeux |
| Caborde de Chaudanne                               | Les Chevanneys                                                   | 47° 13′ 36″ nord, 6° 00′ 47″ est | « PA00101458 » | Inscrit                       | 1980                          | Caborde de Chaudanne |
| Caborde des Montboucons                            | 12 rue François-Arago                                            | 47° 15′ 27″ nord, 5° 59′ 14″ est | « PA00101457 » | Classé                        | 1982                          | Caborde des Montboucons |
| Caborde de Planoise                                | Les Equeugniers, chemin du fort de Planoise                      | 47° 12′ 25″ nord, 5° 59′ 08″ est | « PA25000079 » | Inscrit                       | 2013                          | Caborde de PlanoiseListe des immeubles protégés au titre des monuments historiques en 2013 (JORF n° 0107 du 8 mai 2014 page 7804) sur Légifrance, consulté le 16 mai 2014. |
| Caborde de Velotte                                 | Chemin de l'Œillet                                               | 47° 13′ 10″ nord, 6° 00′ 03″ est | « PA00101459 » | Inscrit                       | 1980                          | Caborde de Velotte |
| Café du Commerce                                   | 31 rue des Granges                                               | 47° 14′ 19″ nord, 6° 01′ 31″ est | « PA00101460 » | Inscrit                       | 1981                          | Café du Commerce |
| Caserne Ruty                                       | 62 rue Bersot                                                    | 47° 14′ 20″ nord, 6° 01′ 48″ est | « PA00101461 » | Inscrit                       | 1964                          | Caserne Ruty |
| Cathédrale Saint-Jean                              | 10 ter rue de la Convention                                      | 47° 14′ 01″ nord, 6° 01′ 50″ est | « PA00101462 » | Classé                        | 1875                          | Cathédrale Saint-Jean |
| Chapelle capitulaire Saint-Paul                    | 2 rue d'Alsace                                                   | 47° 14′ 21″ nord, 6° 01′ 45″ est | « PA00101463 » | Inscrit                       | 1972                          | Chapelle capitulaire Saint-Paul |
| Chapelle des Carmes-Déchaussés                     | 50 rue Battant                                                   | 47° 14′ 31″ nord, 6° 01′ 15″ est | « PA00101464 » | Inscrit                       | 1937                          | Chapelle des Carmes-Déchaussés |
| Arènes                                             | Rue d'Arènes                                                     | 47° 14′ 21″ nord, 6° 00′ 56″ est | « PA00101454 » | Classé Inscrit                | 1927 1947 2002                | Arènes |
| Chapelle Saint-Jacques                             | Rue d'Arènes                                                     | 47° 14′ 21″ nord, 6° 00′ 56″ est | « PA00101456 » | Classé                        | 1927                          | Chapelle Saint-Jacques |
| Château d'eau de la source d'Arcier                | Rue du Cingle                                                    | 47° 14′ 01″ nord, 6° 01′ 45″ est | « PA00101465 » | Inscrit                       | 1926                          | Château d'eau de la source d'Arcier |
| Le monument aux morts du cimetière de Saint-Claude | 3 place du Souvenir Français                                     | 47° 15′ 44″ nord, 6° 01′ 05″ est | « PA25000095 » | Inscrit                       | 2022                          | Le monument aux morts du cimetière de Saint-Claude |
| Citadelle                                          | Rue des fusillés de la Citadelle                                 | 47° 13′ 53″ nord, 6° 01′ 57″ est | « PA00101466 » | Classé                        | 1942 1944                     | Citadelle |
| Collège Victor-Hugo                                | 8 rue du Lycée                                                   | 47° 14′ 14″ nord, 6° 01′ 13″ est | « PA00101471 » | Classé                        | 1942 1996                     | Collège Victor-Hugo |
| Couvent des Cordeliers                             | 4 rue du Lycée                                                   | 47° 14′ 16″ nord, 6° 01′ 13″ est | « PA00101522 » | Inscrit                       | 1979 1992                     | Couvent des Cordeliers |
| Enceinte de Besançon                               |                                                                  | 47° 14′ 48″ nord, 6° 00′ 06″ est |                | Inscrit                       | 2019                          | Enceinte de Besançon |
| Église des Carmes                                  | 86-88 Grande rue Rue de la Préfecture                            | 47° 14′ 10″ nord, 6° 01′ 34″ est | « PA00101470 » | Inscrit                       | 1937                          | Église des Carmes |
| Église des Dames de Battant                        | 59 rue des Granges                                               | 47° 14′ 17″ nord, 6° 01′ 35″ est | « PA00101469 » | Inscrit                       | 1942                          | Église des Dames de Battant |
| Église Notre-Dame                                  | Rue Mégevand                                                     | 47° 14′ 05″ nord, 6° 01′ 30″ est | « PA00101452 » | Inscrit                       | 1926                          | Église Notre-Dame |
| Église Sainte-Madeleine                            | Rue de la Madeleine                                              | 47° 14′ 24″ nord, 6° 01′ 09″ est | « PA00101468 » | Classé                        | 1930                          | Église Sainte-Madeleine |
| Église Saint-Maurice                               | 119bis Grande rue                                                | 47° 14′ 09″ nord, 6° 01′ 39″ est | « PA00101472 » | Inscrit                       | 1938                          | Église Saint-Maurice |
| Église Saint-Pierre                                | Place du 8-Septembre                                             | 47° 14′ 17″ nord, 6° 01′ 28″ est | « PA00101473 » | Classé                        | 1942                          | Église Saint-Pierre |
| Fontaine des Carmes                                | 88 Grande rue                                                    | 47° 14′ 11″ nord, 6° 01′ 34″ est | « PA00101517 » | Classé                        | 1922                          | Fontaine des Carmes |
| Fontaine des Clarisses                             | 4 rue Mégevand                                                   | 47° 14′ 11″ nord, 6° 01′ 22″ est | « PA00101474 » | Inscrit                       | 1935                          | Fontaine des Clarisses |
| Fontaine des Dames                                 | 10 rue Charles-Nodier                                            | 47° 13′ 59″ nord, 6° 01′ 23″ est | « PA00101475 » | Classé                        | 1921                          | Fontaine des Dames |
| Fontaine du Doubs                                  | Rue Ronchaux                                                     | 47° 14′ 02″ nord, 6° 01′ 36″ est | « PA00101478 » | Classé                        | 1921                          | Fontaine du Doubs |
| Fontaine de l'Etat-Major                           | Place Jean-Cornet                                                | 47° 14′ 10″ nord, 6° 01′ 46″ est | « PA00101476 » | Inscrit                       | 1937                          | Fontaine de l'Etat-Major |
| Fontaine Saint-Quentin                             | Place Victor-Hugo Rue de la Convention                           | 47° 14′ 05″ nord, 6° 01′ 47″ est | « PA00101477 » | Inscrit                       | 1937                          | Fontaine Saint-Quentin |
| Fort de Chaudanne                                  | Chemin du fort de Chaudanne                                      | 47° 13′ 37″ nord, 6° 01′ 24″ est | « PA25000001 » | Inscrit                       | 1996                          | Fort de Chaudanne |
| Funiculaire de Bregille                            | 2B rue du Funiculaire                                            | 47° 14′ 31″ nord, 6° 02′ 04″ est | « PA25000071 » | Inscrit                       | 2011                          | Funiculaire de Bregille |
| Grand séminaire de Besançon                        | 28 Rue Mégevand                                                  | 47° 14′ 07″ nord, 6° 01′ 26″ est | « PA00101609 » | Inscrit                       | 1926                          | Grand séminaire de Besançon |
| Grange Huguenet                                    | 32 avenue de Montrapon                                           | 47° 14′ 49″ nord, 6° 00′ 28″ est | « PA25000015 » | Inscrit                       | 2000                          | Grange Huguenet |
| Grenier de la ville de Besançon                    | 27 quai Vauban Place de la Révolution 27 rue des Boucheries      | 47° 14′ 25″ nord, 6° 01′ 19″ est | « PA00101479 » | Inscrit                       | 1929 1933                     | Grenier de la ville de Besançon |
| Hôpital Saint-Jacques                              | Rue de l'Orme-de-Chamars                                         | 47° 14′ 10″ nord, 6° 01′ 12″ est | « PA00101481 » | Inscrit Classé Inscrit        | 1938 1970 2012                | Hôpital Saint-Jacques |
| Usine Dodane                                       | 7B avenue de Montrapon                                           | 47° 14′ 42″ nord, 6° 00′ 39″ est | « PA00101613 » | Inscrit                       | 1986                          | Usine Dodane |
| Hôtel Alvizet                                      | Rue des Martelots Rue J.-C.-L.-Péclet                            | 47° 14′ 06″ nord, 6° 01′ 49″ est | « PA00101482 » | Classé                        | 2009                          | Hôtel Alvizet |
| Hôtel d'Anvers                                     | 44 Grande rue                                                    | 47° 14′ 17″ nord, 6° 01′ 24″ est | « PA00101483 » | Inscrit                       | 1994                          | Hôtel d'Anvers |
| Hôtel Boistouset                                   | 3, 5 rue de la Convention                                        | 47° 14′ 03″ nord, 6° 01′ 49″ est | « PA00101484 » | Inscrit                       | 1942                          | Hôtel Boistouset |
| Hôtel Bonvalot                                     | 4, 6 rue du Cingle                                               | 47° 13′ 59″ nord, 6° 01′ 44″ est | « PA00101485 » | Inscrit                       | 1926 1938                     | Hôtel Bonvalot |
| Hôtel du Bouteiller                                | 2 rue des Granges                                                | 47° 14′ 22″ nord, 6° 01′ 25″ est | « PA00101486 » | Inscrit                       | 2008                          | Hôtel du Bouteiller |
| Hôtel Buson d'Auxon                                | 5 rue des Granges                                                | 47° 14′ 23″ nord, 6° 01′ 25″ est | « PA00101487 » | Inscrit                       | 1937                          | Hôtel Buson d'Auxon |
| Hôtel de Buyer                                     | 102 Grande rue                                                   | 47° 14′ 08″ nord, 6° 01′ 39″ est | « PA25000005 » | Inscrit                       | 1997                          | Hôtel de Buyer |
| Hôtel de Camus                                     | 2 rue des Martelots                                              | 47° 14′ 09″ nord, 6° 01′ 44″ est | « PA00101488 » | Inscrit                       | 1986                          | Hôtel de Camus |
| Hôtel de Champagney                                | 37 rue Battant                                                   | 47° 14′ 29″ nord, 6° 01′ 13″ est | « PA00101489 » | Inscrit                       | 1966                          | Hôtel de Champagney |
| Hôtel Chevanney                                    | 11Grande rue                                                     | 47° 14′ 21″ nord, 6° 01′ 18″ est | « PA00101491 » | Inscrit                       | 1937                          | Hôtel Chevanney |
| Hôtel de Clermont                                  | 127 Grande rue                                                   | 47° 14′ 08″ nord, 6° 01′ 42″ est | « PA00101492 » | Inscrit                       | 1926 1937                     | Hôtel de Clermont |
| Hôtel de Clévans                                   | 4 rue Lecourbe                                                   | 47° 13′ 57″ nord, 6° 01′ 34″ est | « PA25000020 » | Inscrit                       | 2001                          | Hôtel de Clévans |
| Hôtel de Courbouzon                                | 20 rue Chifflet                                                  | 47° 13′ 59″ nord, 6° 01′ 32″ est | « PA00101493 » | Classé Inscrit                | 1984                          | Hôtel de Courbouzon |
| Hôtel de Courbouzon-Villefrançon                   | 18 rue Chifflet                                                  | 47° 13′ 59″ nord, 6° 01′ 33″ est | « PA00101494 » | Inscrit Classé Inscrit        | 1937 1984                     | Hôtel de Courbouzon-Villefrançon |
| Hôtel Fleury de Villayer                           | 26 rue Chifflet                                                  | 47° 13′ 57″ nord, 6° 01′ 30″ est | « PA00101495 » | Inscrit                       | 1937 1942                     | Hôtel Fleury de Villayer |
| Hôtel Gauthiot d'Ancier                            | 15 Grande rue                                                    | 47° 14′ 21″ nord, 6° 01′ 19″ est | « PA00101496 » | Inscrit                       | 1942 1994                     | Hôtel Gauthiot d'Ancier |
| Hôtel Gavinet                                      | 29 rue de la Préfecture                                          | 47° 14′ 01″ nord, 6° 01′ 23″ est | « PA25000006 » | Inscrit                       | 1997                          | Hôtel Gavinet |
| Hôtel de Grosbois                                  | 9 rue Girod-de-Chantrans                                         | 47° 14′ 15″ nord, 6° 01′ 11″ est | « PA00101793 » | Classé                        | 1996                          | Hôtel de Grosbois |
| Hôtel Isabey                                       | 21 rue de la Préfecture                                          | 47° 14′ 03″ nord, 6° 01′ 25″ est | « PA00101497 » | Inscrit                       | 1984                          | Hôtel Isabey |
| Hôtel Jouffroy                                     | 1 rue du Grand-Charmont 2 rue du Petit-Charmont                  | 47° 14′ 27″ nord, 6° 01′ 03″ est | « PA00101537 » | Inscrit                       | 1937                          | Hôtel Jouffroy |
| Hôtel Lavernette                                   | 3 rue du Lycée                                                   | 47° 14′ 18″ nord, 6° 01′ 13″ est | « PA00101498 » | Inscrit                       | 1979                          | Hôtel Lavernette |
| Hôtel de Ligniville                                | 104 Grande rue                                                   | 47° 14′ 08″ nord, 6° 01′ 39″ est | « PA00101499 » | Classé                        | 1984                          | Hôtel de Ligniville |
| Hôtel de Magnoncourt                               | 7 rue Charles-Nodier                                             | 47° 14′ 00″ nord, 6° 01′ 22″ est | « PA00101501 » | Classé                        | 1996                          | Hôtel de Magnoncourt |
| Hôtel de Maîche                                    | 74 Grande rue                                                    | 47° 14′ 12″ nord, 6° 01′ 31″ est | « PA00132840 » | Inscrit                       | 1994                          | Hôtel de Maîche |
| Hôtel Mareschal                                    | 19 rue Rivotte Rue du Moulin                                     | 47° 14′ 04″ nord, 6° 02′ 01″ est | « PA00101500 » | Classé                        | 1938                          | Hôtel Mareschal |
| Hôtel de Mesmay                                    | 9 rue Moncey                                                     | 47° 14′ 15″ nord, 6° 01′ 34″ est | « PA00101502 » | Inscrit                       | 1942                          | Hôtel de Mesmay |
| Hôtel Michotey                                     | 20 rue Mégevand                                                  | 47° 14′ 08″ nord, 6° 01′ 26″ est | « PA25000046 » | Classé                        | 2007                          | Hôtel Michotey |
| Hôtel de Montmartin                                | 12 rue de l'Orme-de-Chamars                                      | 47° 13′ 58″ nord, 6° 01′ 10″ est | « PA00101503 » | Inscrit                       | 1979                          | Hôtel de Montmartin |
| Hôtel de Montureux                                 | 4 rue des Granges                                                | 47° 14′ 22″ nord, 6° 01′ 25″ est | « PA00101504 » | Inscrit                       | 2008                          | Hôtel de Montureux |
| Hôtel Petit de Marivat                             | 8 rue Saint-Benoît                                               | 47° 14′ 10″ nord, 6° 01′ 44″ est | « PA00101505 » | Inscrit                       | 1942                          | Hôtel Petit de Marivat |
| Hôtel Querret                                      | 7 rue du Général-Lecourbe                                        | 47° 13′ 56″ nord, 6° 01′ 35″ est | « PA25000041 » | Inscrit                       | 2004                          | Hôtel Querret |
| Hôtel de Rosières                                  | 6 rue Pasteur                                                    | 47° 14′ 19″ nord, 6° 01′ 19″ est | « PA25000021 » | Inscrit                       | 2001 2013                     | Hôtel de Rosières |
| Hôtel Saint-Paul                                   | 11 rue Battant                                                   | 47° 14′ 27″ nord, 6° 01′ 12″ est | « PA00101506 » | Inscrit                       | 1938                          | Hôtel Saint-Paul |
| Hôtel Saint-Pierre                                 | 13 rue Battant                                                   | 47° 14′ 27″ nord, 6° 01′ 13″ est | « PA00101776 » | Inscrit                       | 1991                          | Hôtel Saint-Pierre |
| Hôtel de Sorans                                    | 25 rue Ernest-Renan                                              | 47° 14′ 01″ nord, 6° 01′ 44″ est | « PA00132843 » | Inscrit                       | 1994                          | Hôtel de Sorans |
| Hôtel Terrier                                      | 22 rue Chifflet                                                  | 47° 13′ 58″ nord, 6° 01′ 32″ est | « PA00101507 » | Inscrit                       | 2001                          | Hôtel Terrier |
| Hôtel Terrier de Santans                           | 68 Grande rue                                                    | 47° 14′ 14″ nord, 6° 01′ 30″ est | « PA00101508 » | Classé                        | 2010                          | Hôtel Terrier de Santans |
| Hôtel de Valay                                     | 19 rue de la Préfecture                                          | 47° 14′ 03″ nord, 6° 01′ 26″ est | « PA00101509 » | Inscrit                       | 2011                          | Hôtel de Valay |
| Hôtel de ville                                     | Place du 8-Septembre                                             | 47° 14′ 16″ nord, 6° 01′ 27″ est | « PA00101510 » | Classé Inscrit                | 1912 2019                     | Hôtel de ville |
| Immeuble                                           | 44 rue d'Arènes                                                  | 47° 14′ 20″ nord, 6° 01′ 03″ est | « PA00101511 » | Inscrit                       | 1942                          | Immeuble |
| Immeuble                                           | 9, 9bis rue Charles-Nodier                                       | 47° 13′ 59″ nord, 6° 01′ 25″ est | « PA00132842 » | Inscrit                       | 1994                          | Immeuble |
| Immeuble                                           | 24 rue Chifflet                                                  | 47° 13′ 58″ nord, 6° 01′ 31″ est | « PA00101513 » | Inscrit                       | 1937 1986                     | Immeuble |
| Immeuble                                           | 20 rue Ernest-Renan                                              | 47° 14′ 02″ nord, 6° 01′ 43″ est | « PA00101514 » | Inscrit                       | 1941                          | Immeuble |
| Immeuble                                           | 67 Grande rue                                                    | 47° 14′ 15″ nord, 6° 01′ 28″ est | « PA00101515 » | Inscrit                       | 1963                          | Image manquante Téléverser |
| Immeuble                                           | 80 Grande rue                                                    | 47° 14′ 12″ nord, 6° 01′ 32″ est | « PA00101516 » | Inscrit                       | 1942                          | Immeuble |
| Immeuble                                           | 110 Grande rue                                                   | 47° 14′ 08″ nord, 6° 01′ 40″ est | « PA25000077 » | Classé                        | 2012                          | Immeuble |
| Immeuble                                           | 117 Grande-Rue                                                   | 47° 14′ 10″ nord, 6° 01′ 37″ est | « PA25000107 » | Inscrit                       | 2024                          | Image manquante Téléverser |
| Immeuble                                           | 69 rue des Granges                                               | 47° 14′ 15″ nord, 6° 01′ 37″ est | « PA00101518 » | Inscrit                       | 1942                          | Immeuble |
| Immeuble                                           | 6 rue de la Madeleine                                            | 47° 14′ 26″ nord, 6° 01′ 09″ est | « PA00101519 » | Inscrit                       | 1937                          | Immeuble |
| Lunette de Trois-Châtels                           | Chemin de Trois-Châtels                                          | 47° 13′ 32″ nord, 6° 02′ 20″ est | « PA00135329 » | Inscrit                       | 1995                          | Lunette de Trois-Châtels |
| Magasin du port de Rivotte                         | 2 faubourg Rivotte                                               | 47° 14′ 00″ nord, 6° 02′ 02″ est | « PA25000039 » | Inscrit                       | 2004                          | Magasin du port de Rivotte |
| Maison                                             | 11 place du 8-Septembre                                          | 47° 14′ 18″ nord, 6° 01′ 27″ est | « PA00101554 » | Inscrit                       | 1937                          | Maison |
| Maison                                             | 22 rue d'Arènes                                                  | 47° 14′ 21″ nord, 6° 01′ 05″ est | « PA00101523 » | Inscrit                       | 1942                          | Maison |
| Maison                                             | 45 rue d'Arènes                                                  | 47° 14′ 20″ nord, 6° 01′ 04″ est | « PA00101524 » | Inscrit                       | 1942                          | Maison |
| Maison                                             | 10 rue Battant                                                   | 47° 14′ 26″ nord, 6° 01′ 13″ est | « PA00101525 » | Inscrit                       | 1937                          | Maison |
| Maison                                             | 12 rue Battant                                                   | 47° 14′ 27″ nord, 6° 01′ 13″ est | « PA00101526 » | Inscrit                       | 1941 1991                     | Maison |
| Maison                                             | 18 rue Battant                                                   | 47° 14′ 27″ nord, 6° 01′ 13″ est | « PA00101527 » | Inscrit                       | 1941                          | Maison |
| Maison                                             | 45 rue Battant                                                   | 47° 14′ 28″ nord, 6° 01′ 13″ est | « PA00101528 » | Inscrit                       | 1937                          | Maison |
| Maison                                             | 47 rue Battant                                                   | 47° 14′ 31″ nord, 6° 01′ 14″ est | « PA00101529 » | Inscrit                       | 1937                          | Maison |
| Maison                                             | 51 rue Battant                                                   | 47° 14′ 33″ nord, 6° 01′ 15″ est | « PA00101530 » | Inscrit                       | 1937                          | Maison |
| Maison                                             | 97 rue Battant                                                   | 47° 14′ 35″ nord, 6° 01′ 17″ est | « PA00101531 » | Inscrit                       | 1937                          | Maison |
| Maison                                             | 28 rue de la Cassotte                                            | 47° 14′ 50″ nord, 6° 01′ 55″ est | « PA00101532 » | Inscrit                       | 1987                          | Maison |
| Maison                                             | 19 rue du Chapitre                                               | 47° 13′ 56″ nord, 6° 01′ 42″ est | « PA00101533 » | Inscrit                       | 1986                          | Maison |
| Maison                                             | 11 place Charles-de-Gaulle                                       | 47° 14′ 23″ nord, 6° 01′ 16″ est | « PA00101568 » | Inscrit                       | 1933                          | Maison |
| Maison d'époque romaine                            | 20 rue Chifflet                                                  | 47° 13′ 58″ nord, 6° 01′ 32″ est | « PA25000040 » | Inscrit Classé                | 2004 2006                     | Maison d'époque romaine |
| Maison                                             | 11 rue Claude-Pouillet                                           | 47° 14′ 21″ nord, 6° 01′ 14″ est | « PA00101534 » | Inscrit                       | 1937                          | Maison |
| Maison                                             | 24 rue Claude-Pouillet                                           | 47° 14′ 20″ nord, 6° 01′ 13″ est | « PA00101535 » | Inscrit                       | 1937                          | Maison |
| Maison                                             | 4 rue de la Convention                                           | 47° 14′ 04″ nord, 6° 01′ 46″ est | « PA00101536 » | Inscrit                       | 1937                          | Maison |
| Maison                                             | 6 bis place du 8-Septembre                                       | 47° 14′ 17″ nord, 6° 01′ 29″ est | « PA00101552 » | Inscrit                       | 1937                          | Maison |
| Maison                                             | 9 place du 8-Septembre                                           | 47° 14′ 17″ nord, 6° 01′ 27″ est | « PA00101553 » | Inscrit                       | 1937                          | Maison |
| Maison                                             | 129 Grande rue                                                   | 47° 14′ 07″ nord, 6° 01′ 42″ est | « PA00101539 » | Inscrit                       | 1938                          | Maison |
| Maison                                             | 13 Grande rue                                                    | 47° 14′ 21″ nord, 6° 01′ 18″ est | « PA00101538 » | Inscrit                       | 1937                          | Maison |
| Maison                                             | 131 Grande rue                                                   | 47° 14′ 07″ nord, 6° 01′ 42″ est | « PA00101540 » | Inscrit                       | 1942                          | Maison |
| Maison                                             | 131bis, 131ter Grande rue                                        | 47° 14′ 07″ nord, 6° 01′ 42″ est | « PA00101541 » | Inscrit                       | 1937                          | Maison |
| Maison                                             | 133 Grande rue                                                   | 47° 14′ 06″ nord, 6° 01′ 44″ est | « PA00101542 » | Inscrit                       | 1937                          | Maison |
| Maison                                             | 135 Grande rue                                                   | 47° 14′ 06″ nord, 6° 01′ 44″ est | « PA00101543 » | Inscrit                       | 1937                          | Maison |
| Maison                                             | 142 Grande rue 2 rue Ernest-Renan                                | 47° 14′ 05″ nord, 6° 01′ 45″ est | « PA00101545 » | Inscrit                       | 1932 1942                     | Maison |
| Maison                                             | 36 rue Ernest-Renan                                              | 47° 14′ 00″ nord, 6° 01′ 40″ est | « PA25000081 » | Inscrit                       | 2014                          | MaisonListe des immeubles protégés au titre des monuments historiques en 2014 (JORF n° 0146 du 26 juin 2015 page 10778) sur Légifrance, consulté le 2 juillet 2015.        |
| Maison                                             | 86 rue des Granges                                               | 47° 14′ 12″ nord, 6° 01′ 41″ est | « PA25000014 » | Inscrit                       | 2000                          | Maison |
| Maison                                             | 1 place du 8-Septembre                                           | 47° 14′ 17″ nord, 6° 01′ 26″ est | « PA00101546 » | Inscrit                       | 1937                          | Maison |
| Maison                                             | 2 place du 8-Septembre                                           | 47° 14′ 16″ nord, 6° 01′ 28″ est | « PA00101547 » | Inscrit                       | 1937                          | Maison |
| Maison                                             | 13 place du 8-Septembre                                          | 47° 14′ 18″ nord, 6° 01′ 27″ est | « PA00101555 » | Inscrit                       | 1937                          | Maison |
| Maison                                             | 3 place du 8-Septembre                                           | 47° 14′ 17″ nord, 6° 01′ 26″ est | « PA00101548 » | Inscrit                       | 1937                          | Maison |
| Maison                                             | 4 place du 8-Septembre                                           | 47° 14′ 16″ nord, 6° 01′ 29″ est | « PA00101549 » | Inscrit                       | 1937                          | Maison |
| Maison                                             | 5 place du 8-Septembre                                           | 47° 14′ 17″ nord, 6° 01′ 27″ est | « PA00101550 » | Inscrit                       | 1937                          | Maison |
| Maison                                             | 6 place du 8-Septembre                                           | 47° 14′ 17″ nord, 6° 01′ 29″ est | « PA00101551 » | Inscrit                       | 1937                          | Maison |
| Maison                                             | 14 rue Luc-Breton                                                | 47° 14′ 22″ nord, 6° 01′ 24″ est | « PA00101556 » | Inscrit                       | 1937                          | Maison |
| Maison                                             | 32 rue de la Madeleine                                           | 47° 14′ 28″ nord, 6° 01′ 05″ est | « PA00101558 » | Inscrit                       | 1937                          | Maison |
| Maison                                             | 8 rue des Martelots                                              | 47° 14′ 08″ nord, 6° 01′ 47″ est | « PA00101559 » | Inscrit                       | 1937                          | Maison |
| Maison                                             | Place de la Préfecture Rue de la Préfecture 5 rue Charles-Nodier | 47° 14′ 01″ nord, 6° 01′ 21″ est | « PA00101562 » | Inscrit                       | 1937                          | Maison |
| Maison                                             | 31 place de la Préfecture Rue Charles-Nodier                     | 47° 14′ 00″ nord, 6° 01′ 22″ est | « PA00101561 » | Inscrit                       | 1937                          | Maison |
| Maison                                             | 13 rue de la Préfecture Promenade Granvelle                      | 47° 14′ 05″ nord, 6° 01′ 29″ est | « PA00101560 » | Inscrit                       | 1937                          | Maison |
| Maison                                             | 10 rue Rivotte                                                   | 47° 14′ 06″ nord, 6° 01′ 55″ est | « PA00101563 » | Inscrit                       | 1942                          | Maison |
| Maison                                             | 26 rue Rivotte                                                   | 47° 14′ 05″ nord, 6° 01′ 57″ est | « PA00101564 » | Inscrit                       | 1942                          | Maison |
| Maison                                             | 28 rue Rivotte                                                   | 47° 14′ 04″ nord, 6° 01′ 59″ est | « PA00101565 » | Inscrit                       | 1937                          | Maison |
| Maison                                             | 30 rue Rivotte                                                   | 47° 14′ 04″ nord, 6° 01′ 59″ est | « PA00101566 » | Inscrit                       | 1942                          | Maison |
| Maisons                                            | 13, 15 rue Thiémanté 36 rue d'Arènes                             | 47° 14′ 20″ nord, 6° 01′ 04″ est | « PA00101567 » | Inscrit                       | 1942                          | Maisons |
| Maisons                                            | 2, 4 quai Vauban                                                 | 47° 14′ 22″ nord, 6° 01′ 15″ est | « PA00101569 » | Inscrit                       | 1933                          | Maisons |
| Maison                                             | 3 quai Vauban                                                    | 47° 14′ 23″ nord, 6° 01′ 16″ est | « PA00101570 » | Inscrit                       | 1933                          | Maison |
| Maison                                             | 5 quai Vauban                                                    | 47° 14′ 23″ nord, 6° 01′ 16″ est | « PA00101571 » | Inscrit                       | 1933                          | Maison |
| Maison                                             | 6 quai Vauban                                                    | 47° 14′ 22″ nord, 6° 01′ 15″ est | « PA00101572 » | Inscrit                       | 1933                          | Maison |
| Maison                                             | 7 quai Vauban                                                    | 47° 14′ 23″ nord, 6° 01′ 17″ est | « PA00101573 » | Inscrit                       | 1933                          | Maison |
| Maison                                             | 8 quai Vauban                                                    | 47° 14′ 22″ nord, 6° 01′ 14″ est | « PA00101574 » | Inscrit                       | 1933                          | Maison |
| Maison                                             | 9 quai Vauban                                                    | 47° 14′ 24″ nord, 6° 01′ 17″ est | « PA00101575 » | Inscrit                       | 1933                          | Maison |
| Maison                                             | 10 quai Vauban                                                   | 47° 14′ 22″ nord, 6° 01′ 14″ est | « PA00101576 » | Inscrit                       | 1933                          | Maison |
| Maison                                             | 11 quai Vauban                                                   | 47° 14′ 24″ nord, 6° 01′ 17″ est | « PA00101577 » | Inscrit                       | 1933                          | Maison |
| Maison                                             | 12 quai Vauban                                                   | 47° 14′ 21″ nord, 6° 01′ 14″ est | « PA00101578 » | Inscrit                       | 1933                          | Maison |
| Maison                                             | 13 quai Vauban                                                   | 47° 14′ 24″ nord, 6° 01′ 17″ est | « PA00101579 » | Inscrit                       | 1933                          | Maison |
| Maison                                             | 14 quai Vauban                                                   | 47° 14′ 21″ nord, 6° 01′ 14″ est | « PA00101580 » | Inscrit                       | 1933                          | Maison |
| Maison                                             | 15 quai Vauban                                                   | 47° 14′ 24″ nord, 6° 01′ 17″ est | « PA00101581 » | Inscrit                       | 1933                          | Maison |
| Maison                                             | 16 quai Vauban                                                   | 47° 14′ 21″ nord, 6° 01′ 14″ est | « PA00101582 » | Inscrit                       | 1933                          | Maison |
| Maison                                             | 17 quai Vauban                                                   | 47° 14′ 24″ nord, 6° 01′ 17″ est | « PA00101583 » | Inscrit                       | 1933                          | Maison |
| Maison                                             | 18 quai Vauban                                                   | 47° 14′ 21″ nord, 6° 01′ 13″ est | « PA00101584 » | Inscrit                       | 1933                          | Maison |
| Maison                                             | 20 quai Vauban                                                   | 47° 14′ 21″ nord, 6° 01′ 13″ est | « PA00101585 » | Inscrit                       | 1933                          | Maison |
| Maison                                             | 21 quai Vauban                                                   | 47° 14′ 24″ nord, 6° 01′ 18″ est | « PA00101586 » | Inscrit                       | 1933                          | Maison |
| Maison                                             | 22 quai Vauban                                                   | 47° 14′ 20″ nord, 6° 01′ 13″ est | « PA00101587 » | Inscrit                       | 1933                          | Maison |
| Maison                                             | 23 quai Vauban                                                   | 47° 14′ 24″ nord, 6° 01′ 18″ est | « PA00101588 » | Inscrit                       | 1933                          | Maison |
| Maison                                             | 24 quai Vauban                                                   | 47° 14′ 20″ nord, 6° 01′ 12″ est | « PA00101589 » | Inscrit                       | 1933                          | Maison |
| Maison                                             | 25 quai Vauban                                                   | 47° 14′ 25″ nord, 6° 01′ 18″ est | « PA00101590 » | Inscrit                       | 1933                          | Maison |
| Maison                                             | 26 quai Vauban                                                   | 47° 14′ 20″ nord, 6° 01′ 12″ est | « PA00101591 » | Inscrit                       | 1933                          | Maison |
| Maison                                             | 28 quai Vauban                                                   | 47° 14′ 20″ nord, 6° 01′ 12″ est | « PA00101592 » | Inscrit                       | 1933                          | Maison |
| Maison                                             | 29 quai Vauban                                                   | 47° 14′ 25″ nord, 6° 01′ 18″ est | « PA00101593 » | Inscrit                       | 1934                          | Maison |
| Maison                                             | 30 quai Vauban                                                   | 47° 14′ 20″ nord, 6° 01′ 12″ est | « PA00101594 » | Inscrit                       | 1933                          | Maison |
| Maison                                             | 32 quai Vauban                                                   | 47° 14′ 20″ nord, 6° 01′ 12″ est | « PA00101595 » | Inscrit                       | 1933                          | Maison |
| Maison                                             | 34 quai Vauban                                                   | 47° 14′ 19″ nord, 6° 01′ 11″ est | « PA00101596 » | Inscrit                       | 1933                          | Maison |
| Maison                                             | 36 quai Vauban                                                   | 47° 14′ 19″ nord, 6° 01′ 11″ est | « PA00101597 » | Inscrit                       | 1933                          | Maison |
| Maison                                             | 38 quai Vauban                                                   | 47° 14′ 19″ nord, 6° 01′ 11″ est | « PA00101598 » | Inscrit                       | 1933                          | Maison |
| Maison                                             | 40 quai Vauban                                                   | 47° 14′ 19″ nord, 6° 01′ 11″ est | « PA00101599 » | Inscrit                       | 1933                          | Maison |
| Maison                                             | 4 rue de la Vieille-Monnaie                                      | 47° 14′ 00″ nord, 6° 01′ 37″ est | « PA00101600 » | Inscrit                       | 1941                          | Maison |
| Maison                                             | 6 rue de la Vieille-Monnaie                                      | 47° 14′ 00″ nord, 6° 01′ 38″ est | « PA00101601 » | Inscrit                       | 1941                          | Maison |
| Maison                                             | 8 rue de la Vieille-Monnaie                                      | 47° 14′ 00″ nord, 6° 01′ 38″ est | « PA00101602 » | Inscrit                       | 1941                          | Maison |
| Maison                                             | 12 rue de la Vieille-Monnaie                                     | 47° 13′ 59″ nord, 6° 01′ 40″ est | « PA00101604 » | Inscrit                       | 1941                          | Maison |
| Maison Brigonnet                                   | 103 rue de Belfort                                               | 47° 15′ 05″ nord, 6° 02′ 05″ est | « PA00132841 » | Inscrit                       | 1994                          | Maison Brigonnet |
| Maison espagnole                                   | 10 rue de la Vieille-Monnaie                                     | 47° 13′ 59″ nord, 6° 01′ 39″ est | « PA00101603 » | Inscrit                       | 1941                          | Maison espagnole |
| Maison natale de Victor Hugo                       | Grande rue 140 4 rue Ernest-Renan                                | 47° 14′ 05″ nord, 6° 01′ 45″ est | « PA00101544 » | Inscrit                       | 1942                          | Maison natale de Victor Hugo |
| Monument à Louis Pergaud                           | 19 avenue Édouard-Droz Parc Micaud                               | 47° 14′ 28″ nord, 6° 01′ 54″ est | « PA25000106 » | Inscrit                       | 2024                          | Monument à Louis Pergaud |
| Observatoire                                       | 32, 34, 36, 41, 41bis, 43 avenue de l'Observatoire               | 47° 14′ 48″ nord, 5° 59′ 23″ est | « PA25000047 » | Inscrit Classé                | 2005 2012                     | Observatoire |
| Palais archiépiscopal                              | 8, 10 rue de la Convention                                       | 47° 14′ 03″ nord, 6° 01′ 47″ est | « PA00101455 » | Classé Inscrit                | 1908 1979                     | Palais archiépiscopal |
| Palais Granvelle                                   | 96 Grande rue                                                    | 47° 14′ 09″ nord, 6° 01′ 36″ est | « PA00101605 » | Classé Inscrit                | 1862 1928                     | Palais Granvelle |
| Palais de justice                                  | 2 Rue Hugues-Sambin                                              | 47° 14′ 14″ nord, 6° 01′ 23″ est | « PA00101606 » | Classé Inscrit                | 1911 1979                     | Palais de justice |
| Petit Hôtel Chassignet                             | 12 rue Pasteur Rue Émile-Zola                                    | 47° 14′ 16″ nord, 6° 01′ 18″ est | « PA00101490 » | Inscrit                       | 1927 1942                     | Petit Hôtel Chassignet |
| Pharmacie                                          | 7 rue Morand                                                     | 47° 14′ 19″ nord, 6° 01′ 36″ est | « PA25000016 » | Inscrit                       | 2000                          | Pharmacie |
| Porte Noire                                        | Rue de la Convention                                             | 47° 14′ 05″ nord, 6° 01′ 47″ est | « PA00101607 » | Classé                        | 1840                          | Porte Noire |
| Préfecture du Doubs                                | Rue Charles-Nodier                                               | 47° 14′ 01″ nord, 6° 01′ 15″ est | « PA00101520 » | Classé Inscrit                | 1923 1963 2020                | Préfecture du Doubs |
| Remparts de Vauban                                 |                                                                  | à géolocaliser                   | « PA00101608 » | Classé                        | 1942                          | Remparts de Vauban |
| Square Castan                                      | Rue de la Convention Square Castan                               | 47° 14′ 05″ nord, 6° 01′ 48″ est | « PA00101521 » | Classé Inscrit                | 1886 1945 2021                | Square Castan |
| Maison ex Synagogue de Charmont                    | 19 rue de la Madeleine 1 rue du Viguier                          | 47° 14′ 27″ nord, 6° 01′ 07″ est | « PA00101557 » | Inscrit                       | 1937                          | Maison ex Synagogue de Charmont |
| Synagogue                                          | 2 rue Mayence 23C quai de Strasbourg                             | 47° 14′ 26″ nord, 6° 01′ 15″ est | « PA00101610 » | Classé                        | 1984                          | Synagogue |
| Temple du Saint-Esprit                             | 3, 5 rue Claude-Goudimel 31 quai Vauban                          | 47° 14′ 26″ nord, 6° 01′ 24″ est | « PA00101480 » | Classé Inscrit Classé Inscrit | 1932 1933 1937 2005 2019 2020 | Temple du Saint-Esprit |
| Théâtre Ledoux                                     | 47bis rue Mégevand                                               | 47° 14′ 04″ nord, 6° 01′ 34″ est | « PA00101611 » | Classé                        | 1928                          | Théâtre Ledoux |
| Tour de Bregille                                   | Avenue Arthur-Gaulard                                            | 47° 14′ 15″ nord, 6° 01′ 58″ est | « PA00101467 » | Classé                        | 1942                          | Tour de Bregille |
| Tour de la Pelote                                  | Quai de Strasbourg                                               | 47° 14′ 33″ nord, 6° 01′ 26″ est | « PA00101612 » | Classé                        | 1942                          | Tour de la Pelote |
| Vestiges archéologiques                            | 4 square Castan                                                  | 47° 14′ 04″ nord, 6° 01′ 47″ est | « PA00101764 » | Inscrit                       | 1990 2021                     | Vestiges archéologiques |
| Villa Lorraine                                     | 18 rue de Vittel                                                 | 47° 14′ 43″ nord, 6° 01′ 49″ est | « PA25000017 » | Inscrit                       | 2000                          | Villa Lorraine |
| Villa Zeltner                                      | 5 rue de Vittel                                                  | 47° 14′ 41″ nord, 6° 01′ 51″ est | « PA25000087 » | Inscrit                       | 2016                          | Villa Zeltner |

## Monuments radiés
| Monument | Adresse              | Coordonnées                      | Notice         | Protection                                        | Date | Illustration               |
| -------- | -------------------- | -------------------------------- | -------------- | ------------------------------------------------- | ---- | -------------------------- |
| Maison   | 9 rue des Boucheries | 47° 14′ 23″ nord, 6° 01′ 17″ est | « PA00101512 » | Inscription abrogée par arrêté du 26 juillet 2006 | 1942 | Image manquante Téléverser |